# Concerto München

Das Logo des Barockorchesters Concerto München

Concerto München ist ein 2016 gegründetes, mit internationalen Interpreten der Alten-Musik-Szene besetztes Barockorchester. Künstlerischer Leiter ist der Organist und Cembalist Johannes Berger. Hauptziel ist es, ein breitgefächertes Repertoire auf Originalinstrumenten in historisch informierter Aufführungspraxis zu präsentieren. 
Concerto München spielte beim Mainzer Musiksommer 2016, eine Kooperation von Südwestrundfunk und der Stiftung Villa Musica Rheinland-Pfalz. Mitglieder des Orchesters erhielten Preise beim Wettbewerb für Alte Musik Brügge, dem Biagio-Marini-Wettbewerb und dem Grand Prix Bach de Lausanne. 